# Evert Georgii
Per Eberhard (Evert) Georgii, född 20 augusti 1759 i Uppsala, död 2 december 1808 i Stockholm, var en svensk ämbetsman och landshövding.
Evert Georgii var son till Carl Fredrik Georgii och hans adliga hustru Maria Elisabeth Appelbom; han föddes i Uppsala där fadern var professor i historia. Efter studier vid Uppsala universitet blev han 1781 auskultant vid Svea hovrätt samt extra ordinarie kanslist vid Justitierevisionen. Sedan han under någon tid varit extra ordinarie notarie vid samma hovrätt blev han 1785 knuten till Åbo hovrätt, varefter flera befordringar följde: generalauditör 1789, hovrättsråd 1797, underståthållare 1708 och landshövding i Stockholms län 1802 samt ledamot av Högsta domstolen 1803.
Evert Georgii var amatörflöjtist och invaldes som ledamot nummer 182 av Kungliga Musikaliska Akademien den 27 mars 1799. Han var en av stiftarna av Musikaliska sällskapet i Åbo 1790 och var Musikaliska Akademiens preses 1801-1803.
Georgii var gift med en dotter till Pehr Adrian Gadd, far till den adlade rikshärolden Carl af Georgii och farfar till Emma af Georgii.